# Lwowska Filharmonia Obwodowa
Lwowska Filharmonia Obwodowa (ukr. Львівська обласна філармонія, Lwiwśka obłasna fiłarmonija) – państwowa instytucja kultury z siedzibą we Lwowie, zlokalizowana w secesyjnym gmachu wybudowanym w latach 1905–1908 według projektu Władysława Sadłowskiego przy ulicy Czajkowskiego (dawniej Chorążczyzny) 7.
Filharmonia Lwowska zainaugurowała swoją działalność 27 września 1902 w gmachu Teatru Skarbkowskiego. Pierwszym dyrektorem filharmonii był Ludwik Heller.
W roku 1906 filharmonia została przeniesiona do sali koncertowej byłego Galicyjskiego Towarzystwa Muzycznego przy ul. Chorążczyzny. W filharmonii występowali Béla Bartók, Artur Rubinstein, Stanisława Korwin-Szymanowska, Sołomija Kruszelnyćka, Richard Strauss, Gustav Mahler, Wanda Landowska i inni muzycy. W roku 1931, w związku z powołaniem Towarzystwa Miłośników Muzyki i Opery, powołano stałą orkiestrę symfoniczną pod dyrekcją Adama Dołżyckiego. Orkiestra ta działała do 1939 roku.
Obecna instytucja powstała w 1962 roku. Po II wojnie światowej przeniesiono do sali koncertowej zabytkowe (zbudowane w 1880 roku) organy z zamkniętego lwowskiego kościoła Bożego Ciała OO. Dominikanów.